# ألكسندر ساذرلاند
ألكسندر ساذرلاند (بالإنجليزية: Alexander Sutherland)‏ هو فيلسوف ومؤرخ أسترالي، ولد في 26 مارس 1852، وتوفي في 9 أغسطس 1902.